# Манасаровар
Манасаровар (Манамцо, Мапамюмцо) (на санскрит: मानस सरोवर; на тибетски:མ་ཕམ་གཡུ་མཚོ།; на китайски: 瑪旁雍錯; алтернативно Мапам Юм Ко) е сладководно, отточно езеро в Югозападен Китай, в Тибетски автономен регион. Площ 412 km², максимална дълбочина 81,8 m.

## Географско описание
Езерото Манасаровар е разположено в безотточна котловина (заедно с езерото Ракшастал), в югозападната част на Тибетската планинска земя, между веригата на Хималаите на юг и хребета Кайлаш на Трансхималаите (Гандисишан) на север, на 4588 m н.в. Има овална форма с дължина 26 km от север на юг, ширина до 21 km и дължина на бреговата линия около 88 km. В него се вливат реките Само, Таг Цангпо, а от северозападния му ъгъл изтича река Ганга Чху, която след 10 km се влива в разположеното на 4 km на запад езеро Ракшастал. На около 20 km на запад от езерото Ракшастал са изворите на река Сутледж (от басейна на Инд, на около 15 km на изток от Манасаровар – изворите на река Брахмапутра, а югозападно от него – изворите на река Гхагхара (Карнали, ляв приток на Ганг).

## Религиозно значение

### В индуизма
Според индуистката митология Манасаровар е олицетворение на чистотата и който пие вода от него ще отиде в дома на бог Шива. Вярва се, че той се пречиства от всичките си грехове, извършени за сто живота.
Подобно на връх Кайлаш, езерото Манасаровар е място за поклонничество, привличайки религиозни хора от Индия, Непал, Тибет и съседните страни. Къпането в Манасаровар и пиенето на водата му се счита, че очиства от всички грехове. Редовно се организират поклонически турове, особено от Индия. Туровете се наричат Кайлаш Манасаровар ятра. Поклонниците вземат церемониални бани в очистващите води на езерото.
Езерото Манасаровар е най-близката точка до източниците на четири от голмите реки в Азия, а именно Брахмапутра, Гхагхара (Карнали), Инд и Сутледж. То е осовата точка, която е посещавана от поклонници с хилядолетия. Регионът първоначално е затворен за поклнноци от вън; не е позволено на чужденци да го посещават между 1949 и 1980. След 80-те години отново е част от индийския поклоннически маршрут.
Според индуистката религия, езерото първо е създадено в ума на бог Брахма, след което то се проявява на земята. Затова на санскрит се нарича „Манас саровара“, което е комбинация от думите манас (ум) и саровара (езеро). Езерото също се счита за лятното обитание на птицата хамса (лебед). Считана за свещена, хамса е важен елемент в символогията на субконтинента, представлявайки мъдрост и красота.

### В будизма
Будистите също свързват езерото с легендарното езеро, известно като Анаватапта на санскрит или Анотата на пали, където се вярва, че кралица Мая е заченала Буда. Езерото има няколко манастира по бреговете си, най-видния от които е древният манастир Чиу Гомпа, построен на стръмен хълм, изглеждайки сякаш и бил издялан от скалата. Езерото е много популярно в будистката литература и се свързва с много учения и истории. Според преданието Буда на няколко пъти остава и медитира до езерото.
Езерото Манасаровар е предмет на медитативната тибетска традиция „Скъпоценен камък на Тибет“. Съвременен разказ и описание на медитацията е популяризирана от Робърт Турман.

### В джайнизма
Според джайнизма езерото Манасаровар е свързано с първия тиртханкар Шри Ришабхадева. Планината Аштапада (Кайлаш) е мястото, където Шри Ришабхадева е постигнал нирвана с мнозина от последователите си.